# رودولف تانر
رودولف تانر (انگلیسی: Rudolf Thanner; ۲۰ august ۱۹۴۴ – ۹ اوت ۲۰۰۷ (۶۲ ساله)) ورزشکار هاکی روی یخ اهل آلمان بود.
وی همچنین برندهٔ جوایزی همچون برگ بوی نقره‌ای شده‌است.
وی در مسابقات کشوری و بین‌المللی در مجموع برندهٔ ۱ مدال برنز شده‌است.